# Hanka Włodarczyk
Hanka Włodarczyk właśc. Helena Włodarczyk (ur. 10 stycznia 1945)  – polska reżyser filmowa. Absolwentka Historii Sztuki UW i Wydziału Reżyserii PWSFiT w Łodzi.

## Filmografia

### Filmy dokumentalne
- Haji-me! (1973)
- Nie... (1973)
- Ślad (1976)
- Przestrzeń nieograniczona (1979)
- Siedem przestrzeni (1991)
- ... i jeszcze coś (1993)
- Bóg wysoko... (1997)
- Zbigniew Makowski - Index rerum notabilium (1998)
- ... dom daleko (1999)
- Stacja Waliły - Wenecja (2004)

### Filmy fabularne
- Godziny wieczorne (1974)
- Około północy (1977)
- Na śniegu (1981)
- Mniejsze niebo (1982) (II reżyser)
- Bluszcz (1982)

### Spektakl teatralny (reżyseria)
- Matematyka miłości (Esther Vilar, 2003)

## Nagrody
- 1976 – II Nagroda Srebrny Pegaz za film Ślad na 9 Festiwalu Filmów o Sztuce w Zakopanem
- 1976 – Nagroda Publiczności za film Ślad na 9 Festiwalu Filmów o Sztuce w Zakopanem
- 1976 – Wyróżnienie Jury za film Ślad na Ogólnopolskim FFK w Krakowie
- 1976 – Nagroda Tygodnika „Film” za debiut za film Ślad
- 1976 – nagroda za reżyserię za film Godziny wieczorne na Festiwalu Filmów Studenckich w Warszawie
- 1983 – Nagroda „Jantar” za film Bluszcz na Festiwalu Młodzi i Film w Koszalinie
- 1994 – Nagroda Najlepsza Prezentacja Sztuki za film ... i jeszcze coś  na Międzynarodowym Festiwalu Filmów o Sztuce w Montrealu